# Salmeen Khamis
Salmin Khamis Salmin Saqer Salmin, noto semplicemente come Salmeen Khamis (in arabo  سالمين خميس‎?; Dubai, 9 ottobre 1991), è un calciatore emiratino, difensore svincolato.

## Carriera
Cresciuto nel settore giovanile dell'Shabab Al-Ahli, ha fatto il suo debutto da professionista con la squadra di Dubai il 23 dicembre 2010 nella sfida contro il Baniyas valevole per la UAE Pro-League 2010-2011. Il 19 maggio 2011 ha realizzando il suo primo goal da professionista, segnando all'ottantatreesimo minuto il goal della vittoria nella sfida, vinta 3-2, contro lo Sharjah.
Con la maglia dell'Shabab Al-Ahli Khamis ha partecipato a sette edizioni della AFC Champions League, collezionando 23 presenze e realizzando anche un goal.
Nella sua carriera ha sempre giocato per la squadra dell'Shabab Al-Ahli tranne che nella stagione 2012-2013, in cui venne girato in prestito allo Sharjah.

## Palmarès

### Club

#### Competizioni nazionali
- UAE Arabian Gulf Cup: 5

Shabab Al-Ahli: 2011-2012, 2013-2014, 2016-2017,2018-2019, 2020-2021
- Coppa del Presidente degli Emirati Arabi Uniti: 3

Shabab Al-Ahli: 2012-2013, 2018-2019, 2020-2021
- UAE Super Cup: 5

Shabab Al-Ahli: 2013, 2014, 2016, 2021, 2023
- UAE Arabian Gulf League: 3

Shabab Al-Ahli: 2013-2014, 2015-2016, 2022-2023